# Méthode de Moser
En géométrie différentielle, la méthode de Moser est une méthode générale utilisée pour réaliser des variations sur des formes différentielles par des isotopies. Elle doit son nom au mathématicien Jürgen K. Moser. Elle est utilisée principalement en géométrie symplectique et de contact. Parmi les résultats remarquables, on retient :
- Le théorème de Moser affirme l'inexistence d'invariants autres que le volume total pour les formes volume sur une variété compacte orientée : pour deux variétés compactes orientées difféomorphes, il existe un difféomorphisme préservant des formes volume de même volume total.
- Le théorème de Darboux affirme l'inexistence d'invariants locaux autres que la dimension en géométrie symplectique : deux variétés symplectiques de même dimension sont localement symplectomorphes.

Soit {\displaystyle \alpha }t une variation de formes différentielles dépendant d'un paramètre réel t variant dans un intervalle ouvert I contenant 0. La méthode de Moser tend à construire une isotopie ({\displaystyle \varphi }t)t∊I réalisant cette variation au sens où, pour tout t dans I :
{\displaystyle \varphi _{t}^{*}\alpha _{t}=\alpha _{0}\,(*)}.
Déterminer l'isotopie équivaut à déterminer le champ de vecteurs dépendant du temps (Xt)t∊I dont ({\displaystyle \varphi }t)t∊I est le flot :
{\displaystyle {\frac {\mathrm {d} }{\mathrm {d} t}}\varphi _{t}x=X_{t}\left[\varphi _{t}(x)\right]}.
A posteriori, il faut s'assurer que le champ (Xt)t∊I est intégrable sur l'intervalle I : en pratique, cette propriété est assurée par une hypothèse de compacité ou de traitement local ou semi-local du problème posé. Par dérivation par rapport à t, l'identité (*) implique :
{\displaystyle \varphi _{t}^{*}\left[{\mathcal {L}}_{X_{t}}\alpha _{t}+{\frac {\mathrm {d} }{\mathrm {d} t}}\alpha _{t}\right]=0.}
L'identité de Cartan donne alors :
{\displaystyle \mathrm {d} \iota (X_{t})\alpha _{t}+\iota (X_{t})\mathrm {d} \alpha _{t}=-{\frac {\mathrm {d} }{\mathrm {d} t}}\alpha _{t}.}
La discussion se poursuit selon la nature des formes différentielles en présence.